# NGC 5310
NGC 5310 est une étoile située dans la constellation de la Vierge. L'astronome américain Phillip Sidney Coolidge (de) a enregistré la position de cette étoile le 30 avril 1859.
La désignation de cette étoile est UCAC2 31872663. Selon les mesures de la parallaxe par le satellite Gaia, elle est à 
478,332 ± 9,289 pc (∼1 560 al) de nous.